# ウルトラマンスタジアム
ウルトラマンスタジアムは、手取フィッシュランドにある『ウルトラシリーズ』を題材にした施設。

## 歴史
2004年3月、手取フィッシュランドJOYPARK2階に円谷プロダクションが運営する施設としてオープン。
2007年10月22日、円谷プロダクションの事業再編などを理由に休館することを発表。11月4日に休館。しかし、再開を望むファンからの問い合わせや手紙が相次いだ。
2008年3月20日、手取フィッシュランドを運営している手取観光が直接経営することで再オープン。

## 施設
- ウルトラパワーステージ

ヒーローショーが行われているステージ。休館前は連日開催だったが再オープン後は土日祝のみに開催している。
- ウルトラプレジャー

ミニイベントや握手撮影会などが行われているステージゾーン。
- ウルトラミュージアム

『ウルトラシリーズ』の撮影で実際に使用されていた衣装、小道具、名場面を再現したジオラマを展示している。
- ウルトラマンワールドM78

グッズを販売しているオフィシャルショップ。

## 交通アクセス
- 自家用車 : 北陸自動車道美川インターチェンジもしくは小松インターチェンジより10分から15分。
- 公共交通1 : JR西日本及びIRいしかわ鉄道線金沢駅もしくはIRいしかわ鉄道線松任駅より北陸鉄道バス「寺井庁舎前」行き乗車。「手取川橋」下車すぐ。
- 公共交通2 : IRいしかわ鉄道線小松駅より加賀白山バス「辰口」行き乗車もしくは小松バス「寺井史跡公園前」行きに乗車。前者は「寺井中央」、後者は「寺井史跡公園前」から、それぞれ北陸鉄道運行の路線バス「金沢駅」行きに乗りかえる。「手取川橋」下車すぐ。